# Pojezierze Pomorskie

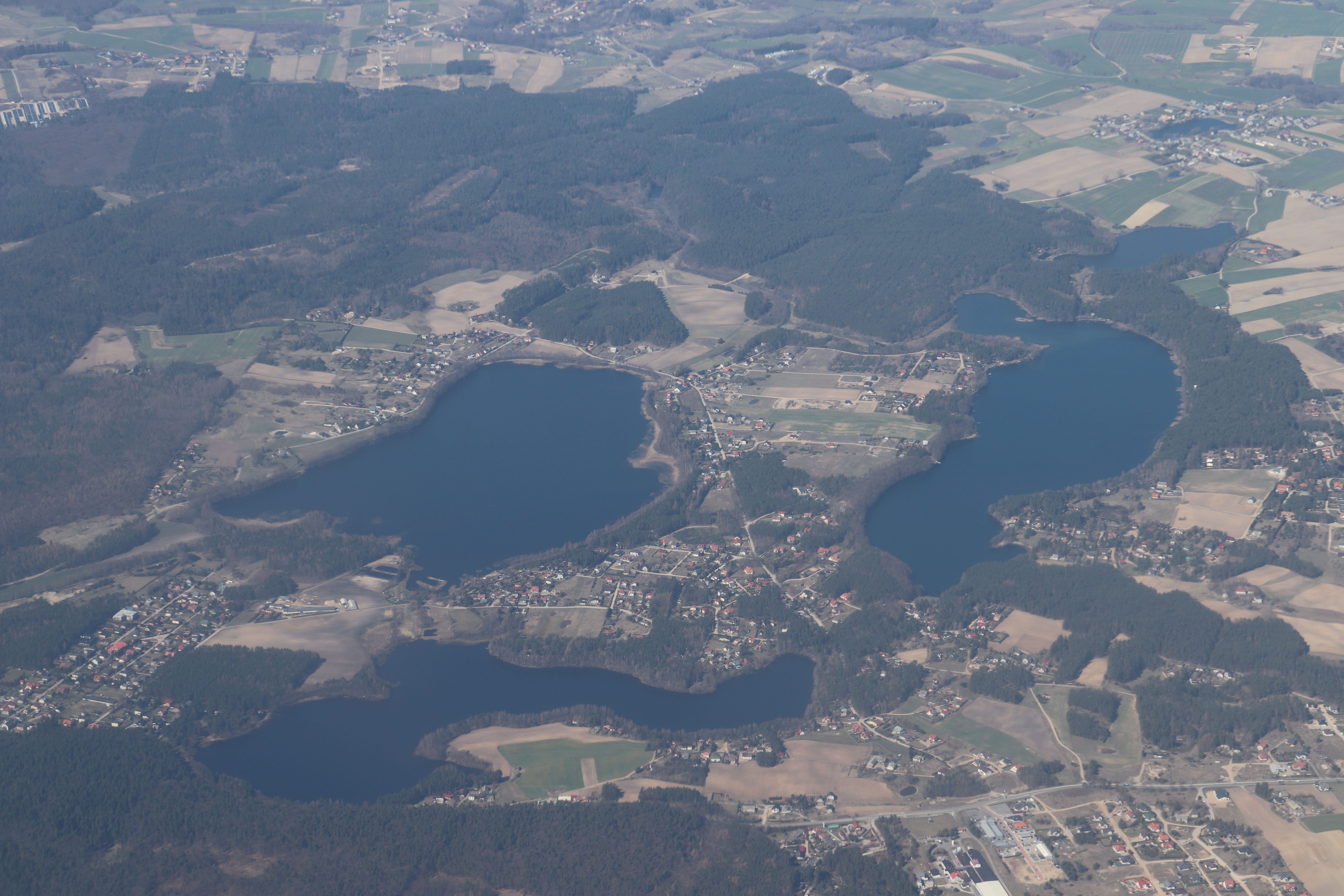
Widok z lotu ptaka na jezioro Sitno, Głębokie, Karlikowskie i Techlinka w gminie Kartuzy, wchodzące w skład Pojezierza Wschodniopomorskiego.

Pojezierze Pomorskie – wspólna nazwa dla trzech makroregionów w Polsce, stanowiących część Pojezierzy Południowobałtyckich. 
W jego skład wchodzą:
- Pojezierze Zachodniopomorskie,
- Pojezierze Wschodniopomorskie,
- Pojezierze Południowopomorskie.

## Charakterystyka
Pojezierze Pomorskie znajduje się w północno-zachodniej Polsce i sąsiaduje z Niziną Szczecińską od zachodu, Pobrzeżem Koszalińskim od północy, Żuławami Wiślanymi od wschodu i Pojezierzem Wielkopolskim od południa.
Pojezierze Pomorskie stanowi 11% powierzchni Polski, a jego granice wyznaczają rzeki: Odra, Wisła i Noteć.